# La novia judía
La novia judía (en holandés: Het Joodse bruidje) es una obra del pintor holandés Rembrandt pintada en 1666. Está expuesta de forma permanente en el Rijksmuseum de Ámsterdam.
A la pintura se le dio el nombre actual a principios del siglo XIX, cuando un coleccionista de arte de Ámsterdam identificó el tema como el de un padre judío que regala un collar a su hija el día de su casamiento. Esta interpretación ya no es aceptada, y la identidad de la pareja es incierta. La ambigüedad es sobre todo por la falta de contexto anecdótico, y sólo deja claro el tema universal del amor en una pareja. Las especulaciones en relación con la identidad de la pareja se extendieron al hijo de Rembrandt, Titus y su novia, o al poeta Miguel de Barrios junto a su mujer que aparece estar embarazada porque está esperando a su nuevo hijo. También se ha considerado la posibilidad de que fuesen parejas del Antiguo Testamento, incluyendo Abraham y Sara, o Boaz y Rut. La identificación más probable es la de Isaac y Rebeca como son descritos en Génesis 26:8, identificación que se sostiene además con un dibujo del artista sobre el mismo tema.
En este cuadro pueden apreciarse claramente todos los elementos técnicos de los cuales se sirve el pintor. Algunos son propios de la pintura flamenca precedente, otros propios de la pintura veneciana, y algunos recursos técnicos propios de Rembrandt.
Dentro de los recursos propios, es notable el uso el impasto en las luces fuertes, seguido de veladuras de colores transparentes.
Observando la fotografía ampliada es posible apreciar las zonas donde la pintura es gruesa, de color amarillo.
Allí la pintura original aplicada fue blanco de plomo. Sobre esta capa rugosa, una vez seca, se aplicaron colores transparentes, que luego fueron parcialmente retirados con un trapo. De esta forma, el color quedó más acumulado en zonas "inferiores" respecto a la altura del impasto, medianamente presente en zonas donde se retiró poco, y casi nada en las zonas donde el pintor decidió que irían las luces más fuertes.